# Mont des Cats (cerveza)

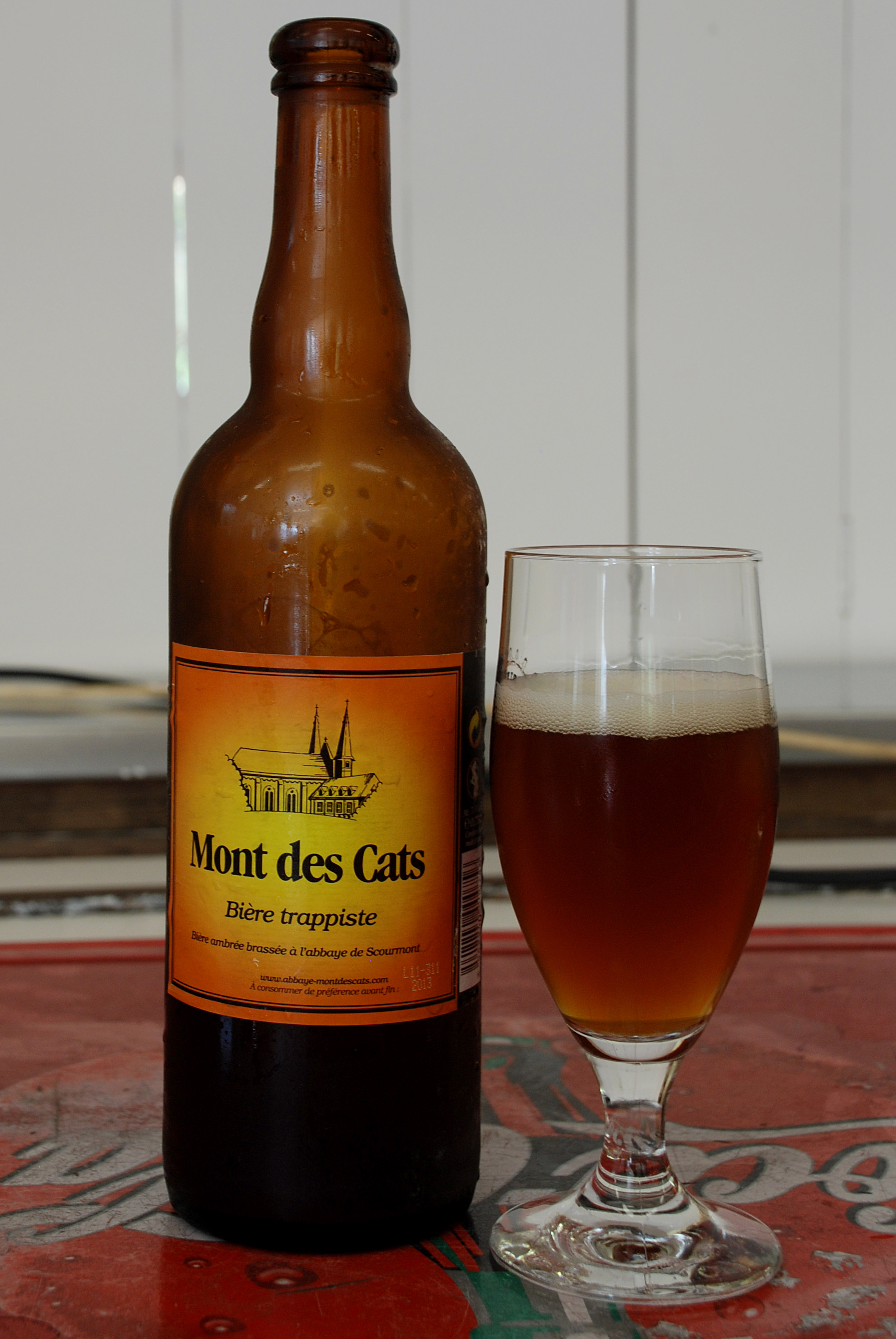
La cerveza trapista Mont des Cats.

Mont des Cats es una cerveza trapista elaborada y embotellada en la abadía de Notre-Dame de Scourmont, en Chimay, Bélgica, por los monjes trapistas de Chimay para la abadía de Mont des Cats, en Francia.
Mont des Cats es una cerveza de estilo Belgian Strong Dark Ale  de 7.6 % vol., puesta a la venta el 16 de junio de 2011.

## Historia
Aunque históricamente la elaboración de cerveza trapense en Francia se remonta a 1847, la aplicación de la ley sobre la separación de la iglesia y el Estado en 1905, asestó un golpe mortal a la producción, pues gran parte de los monjes emigraron a Bélgica, en particular a la abadía de San Sixto de Westvleteren. El monasterio y la fábrica de cerveza fueron destruidos completamente por un bombardeo en abril de 1918. La cervecería nunca se llegó a reconstruir.
Esta cerveza difiere de las otras cervezas trapenses únicamente por el hecho de que no está elaborada en la misma Abadía del Mont des Cats. Es por eso que la cerveza Mont des Cats no puede recibir el logotipo de Authentic Trappist Product.